# MFSB
MFSB (zkráceně pro "'Mother Father Sister Brother") je projekt více než třicet studiových hudebníků, operující ve Philadelphii, v proslaveném studiu Sigma Sound Studios. MFSB spolupracovalo s produkčním týmem Gamble & Huff a aranžérem Thom Bellem. Jako "křoví" jim dělaly kapely Harold Melvin & The Bluenotes, O'Jays, Stylistics, Spinners, WIlson Picket či Billy Paul.
V roce 1974, MFSB nahrálo hit "TSOP (The Sound of Philadelphia)", což byl jejich první a nejvíce úspěšný song vůbec. TSOP bylo publikováno v březnu 1974 a umístilo se v Billboard hitparádách jako pop či R&B. Svým inovativním soundem je píseň považována jako jedna z první proto-disco skladeb.

## Kariéra
V létě 1974, Philadelphia Internation publikovalo instrumentální píseň, která byla původně nahraná jako singl úvodní znělky (theme) pro televizní show Soul Train.
Nahrávka zvaná "TSOP (The Sound of Philadelphia)" se dostala na #1 příčku americké hitparády Billboard Hot 100 a taky se dostala do R&B a adult contemporary hitparád. Úspěch "TSOP" nastartoval kariéru kapely MFSB, kteří byli až doposud jen jako house band, a začali nahrávat pod svým jménem.
MFSB rovněž coverovali song "K-JEE" od skupiny The Nite-Liters, což byla klíčová píseň filmu Horečka sobotní noci z roku 1977.
Další populární číslo kapely MFSB je hipísácká klasika "Love Is The Message", což byl také hit disco/dance DJů. "Love is the Message" byl mezi prvními songy, které se dostaly mezi Dance Music Hall of Fame (síně slávy taneční hudby).
Kvůli osobnímu nesouhlasu s týmem Gamble & Huff, někteří členové odešli do firmy Salsoul Records a později se stali členové seskupení The Salsoul Orchestra. Další členové přešli do background kapely The Ritchie Family, John Davis and the Monster Orchestra. Gamble & Huff je ale vyměnili za Instant Funk, Dexter Wansela a jiné.
V roce 2004 se jejich klasika "Love is the Message" objevila i v populární videohře Grand Theft Auto: San Andreas, ve fiktivní rádiové stanici Bounce FM.

## Diskografie
- MFSB (1973)
- Love Is The Message (1973)
- Philadelphia Freedom (1975)
- Universal Love (1975)
- Summertime (1976)
- MFSB & Gamble Huff Orchestra (1978)
- The End of Phase One (1978)
- Mysteries of the World (1980)